# Goo Goo Muck
«Goo Goo Muck» (с англ. — «Вурдалак») — песня, впервые записанная в 1962 году американской рок-группой Ronnie Cook and the Gaylads. Её кавер-версия была записана в 1981 году панк-группой The Cramps в качестве второго трека их второго студийного альбома Psychedelic Jungle (1981). Песня стала популярна в 2022 году после появления во время оригинальной танцевальной сцены актрисы Дженны Ортеги в четвёртом эпизоде сериала «Уэнздей». В 2022 году трек достиг первого места в рок-чарте Alternative Digital Song Sales, став первым чарттоппером группы.

## История

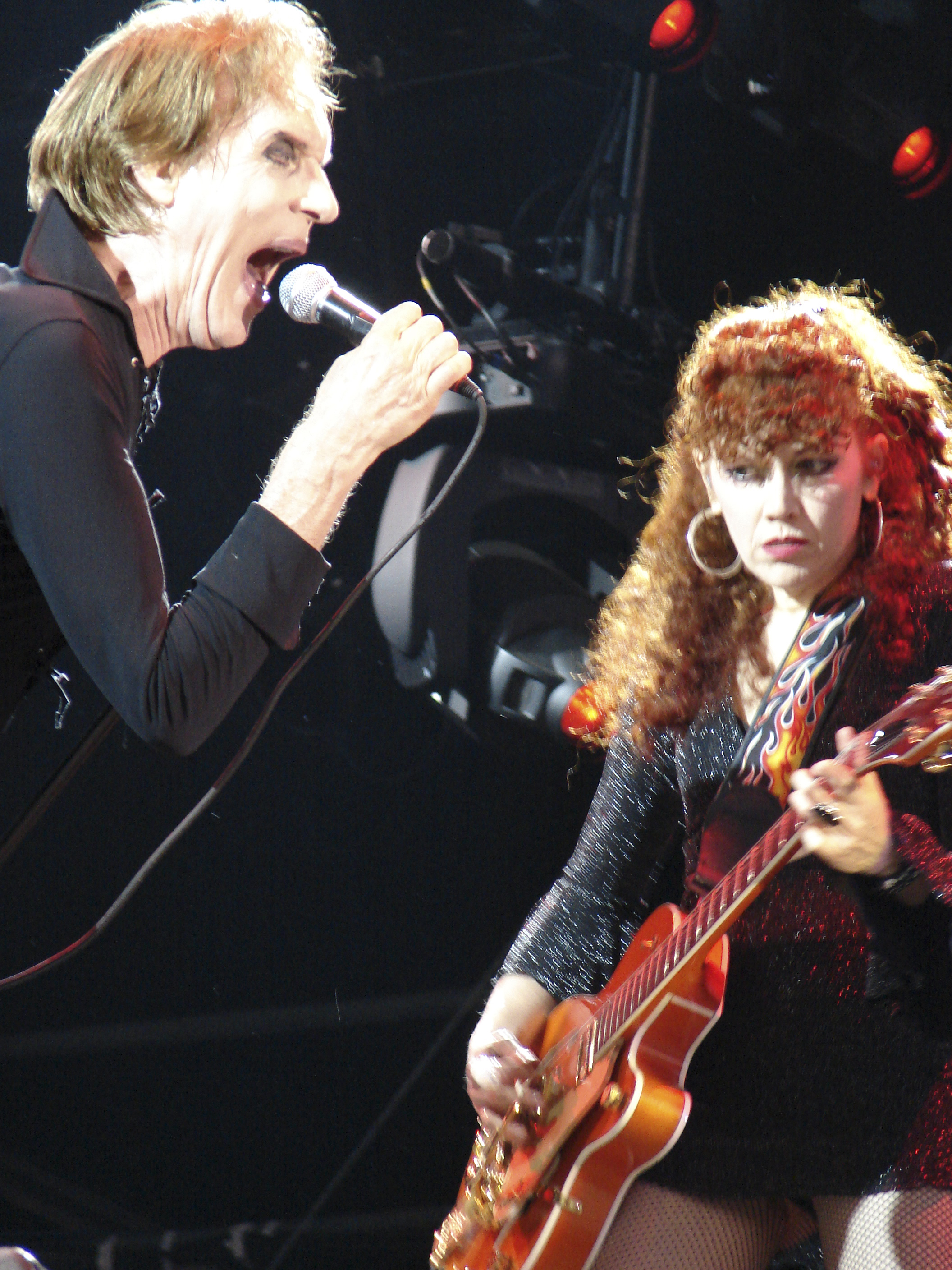
Основоположники жанра сайкобилли The Cramps, 2006 год, создатели популярной версии «Goo Goo Muck»: певец Люкс Интериор и гитаристка Пойзон Айви.

Песня была создана и впервые появилась в 1962 году в исполнении Ронни Кука и его группы The Gaylads. В 1981 году её кавер-версию записала панк-рок группа The Cramps. «Goo Goo Muck» позже появился на саундтреке к фильму 1986 года Техасская резня бензопилой 2. В 2022 году неожиданный и больший успех песня «Goo Goo Muck» получила после того, когда её классическая психоделическая панк-нью-вейв-версия группы The Cramps прозвучала во время оригинальной танцевальной сцены актрисы Дженны Ортеги в четвёртом эпизоде нового сериала «Уэнздей». Спустя 60 лет песня в 2022 году пережила настоящий всплеск популярности. По данным Billboard, после выхода сериала потоковое воспроизведение песни по требованию в стриминговых сервисах США увеличилось с 2500 до более чем 134 000 единиц. Взаимосвязь между сериалом и возрождением популярности песни похожа на то, что произошло с сериалом «Очень странные дела», который превратил песню Кейт Буш 1985 года «Running Up That Hill» в глобальный феномен.
Джим Шоу, которому друг (продюсер и издатель Дэйв Белл) в 2002 году передал издательские права на песню в стиле рокабилли «The Goo Goo Muck», лишь в 2022 году начал наслаждаться неожиданной популярностью после её использования в мегахите Netflix «Уэнсдэй». Он не ожидал, что она будет иметь большое значение. Однако осенью 2021 года продюсеры сериала Netflix «Уэнсдэй» позвонили и попросили лицензировать версию Cramps для фильма за сумму, которая, по словам Шоу, была «средней платой за использование на телевидении». «Это действительно удивительная, веселая маленькая бонанза», — говорит 76-летний Шоу. «Я не был знаком с сериалом, но я был рад заключить сделку, и все это застало меня врасплох».
На протяжении многих лет Джим Шоу одалживал своему другу Дэйву Беллу, давнему продюсеру, издателю и владельцу лейбла в Бейкерсфилде, штат Калифорния, несколько тысяч долларов на различные авантюры — по кусочкам за раз. «Он был одним из тех парней, которые постоянно бросали кости», — вспоминает Шоу. «Он зарабатывал миллион, потом терял миллион. Очень интересный парень». К 2002 году Белл начал испытывать чувство вины из-за того, сколько денег он задолжал Шоу, ветерану группы The Buckaroos кантри-музыканта Бака Оуэнса, который руководит фондом покойной легенды кантри. Белл предложил уникальную сделку: вместо денег он передал Шоу права на публикацию песни в стиле рокабилли «The Goo Goo Muck», написанной и записанной местным кантри-певцом Ронни Куком и его группой Gaylads в 1962 году. «В то время это было похоже на волшебные бобы», — говорит Шоу. «У Белла было много госпел-песен. Он стал очень религиозным, и эта песня не вписывалась в то, что он хотел делать». Шоу, конечно, знал, что в 1981 году The Cramps выпустили классическую психоделическую панк-версию «Goo Goo Muck» в стиле нью-вейв, но с тех пор популярность группы угасла, и он не ожидал, что она будет иметь большое значение.
Дэйв Белл (владелец авторских прав «Goo Goo Muck»), умерший в 2013 году, был ветераном ВМС США, который прошел путь от руководителя церковного хора до записывающегося артиста, включая местные симфонические оркестры и Мерла Хаггарда до его смерти; создатель своей студии в районе Бейкерсфилда и лейбла Audan Records, выпустившего оригинал песни «Goo Goo Muck» в 1962 году. Он также владел несколькими издательскими компаниями, включая Damosi, названную в честь его жены и дочерей. О Куке, который написал песню «Goo Goo Muck» вместе с Эдом Джеймсом, известно немного. «Я действительно думал, что это была весёлая песенка — гитара Дуэйна Эдди и этот звук», — говорит Шоу. «Я не знаю, к чему это приведёт. Я думал о „Криминальном чтиве“. Помните некоторые действительно классные песни, которые были списаны и забыты?». Шоу, который входит в совет директоров Фонда Бака Оуэнса и написал свои песни для Гарта Брукса и Тома Джонса, среди прочих, вспоминает покойного Белла как персонажа, который был одновременно религиозным и «с горшком во рту»: «Он говорил: „Проблема этого мира в том, что люди не обращают внимания на гребаные десять заповедей“». По словам Шоу, хотя Белл «очень преуспел в жизни» как владелец лейбла, студии и издатель песен, в начале 2000-х годов у него начался тяжелый период, и его друг начал одалживать ему по 100 или 200 долларов за раз. «Это накапливалось, и он говорил мне, как плохо он себя чувствует из-за этого». В итоге Белл в 2002 году сказал: «Я хочу, чтобы у тебя была эта песня», и Шоу согласился, позднее вспоминая: «Это действительно круто. Это то, на что надеются все авторы песен и издатели. Это то, о чём все мечтают». Мечта сбылась спустя 20 лет.
В 2022 году мелодию песни использовали спортсмены-фигуристы. В декабре 2022 года Камила Валиева взяла серебро чемпионата России по фигурному катанию 2023 года, исполнив свой показательный номер под песню The Cramps «Goo Goo Muck» в костюме Уэнсдей Аддамс. Начав за краем катка, 16-летняя олимпийская чемпионка в точности повторила танец Дженны Ортеги из сериала Netflix — вплоть до движений руками, готического вечернего платья и длинных чёрных косичек.
31 мая 2025 года песня «Goo Goo Muck» прозвучала во время концертного выступления Леди Гаги в рамках Netflix Tudum (Лос-Анджелес), когда после исполнения песен «Zombieboy» и «Bloody Mary» (и перед «Abracadabra») был исполнен танцевальный номер, в конце которого появилась Дженна Ортега.

## Коммерческий успех
Песня The Cramps «Goo Goo Muck» возглавила список Alternative Digital Song Sales (цифровых продаж песен альтернативного рока) благодаря 2000 скачиваний за неделю отслеживания с 25 ноября по 1 декабря (в чартах Billboard от 10 декабря), по данным Luminate, что на 2229 % больше, чем ничтожно малое количество за предыдущий период. То есть это первый в истории группы чарттоппер Billboard. Рокеры, активно выступавшие на протяжении трёх десятилетий до смерти вокалиста Люкса Интериора в 2009 году, часто упоминаются как вдохновители отчасти жанра психобилли (сайкобилли), но они никогда не добивались большого успеха в чартах, попав в 1990 году в рейтинг Alternative Airplay с песней «Bikini Girls With Machine Guns», занявшей 10-е место. В дополнение к росту продаж, «Muck» заработал 817 000 стримпотоков по запросу в США с 25 ноября по 1 декабря, что на 2705 % больше, чем 29 000 за период с 18 по 24 ноября.

## Чарты
| Чарт (2022)                                     | Высшая позиция |
| ----------------------------------------------- | -------------- |
| Канада (Canadian Digital Song Sales, Billboard) | 24             |
| США (Alternative Digital Song Sales, Billboard) | 1              |
| США (Rock Digital Song Sales, Billboard)        | 3              |
| США (Digital Song Sales, Billboard)             | 25             |